# Titkos Pál
Titkos Pál, Titschka (Budafok, Kelenvölgy, 1908. január 8. – Budapest, 1988. október 8.) világbajnoki ezüstérmes magyar labdarúgó.

## Pályafutása

### Klubcsapatban
1926-ban mutatkozott be az akkor induló profi élvonalban a Budai 33 színeiben. 1929-ben igazolt az MTK profi csapatába, a  Hungária együttesébe, ahol 1940-ig játszott, annak feloszlatásáig. Összesen 231 bajnoki mérkőzésen szerepelt, 95 gólt szerzett, 2 bajnoki címet szerzett (1935-36, 1936-37) és egy magyar kupa győzelmet (1932). Az MTK örökös bajnoka.
Az 1936-37-es győztes bajnoki idényben az év labdarúgója lett.

### A válogatottban
1929 és 1938 között 48  alkalommal szerepelt a válogatottban és 13 gólt szerzett.
Tagja volt az 1938-as labdarúgó-világbajnokságon ezüstérmet szerzett válogatottnak. Az első két mérkőzésen (Holland-India 6-0, Svájc 2-0), még a hat év kihagyás után a válogatottba újra meghívott Kohut Vilmos játszott a belszélső poszton. A svédek elleni elődöntő mérkőzésen már ő szerepelt a csapatban és egy egyéni akció végén ő szerezte a csapat vezető gólját (2-1). A mérkőzést végül is 5-1-re nyerte a magyar válogatott és magabiztosan jutott a döntőbe. Az 1938. június 19-én, Párizsban megrendezett Olaszország elleni döntőn is pályára lépett. A végül 4-2-re elveszített mérkőzésen ő lőtte a két magyar gól közül az elsőt.

### Edzőként, sportvezetőként
A második világháború után az újraszervezett MTK edzője volt 1946-47-es idényben. 1950-ben a Kelenvölgy edzőjének nevezték ki. 1955-től 1956-ig állami edzőként a válogatott mellett tevékenykedett.
1957 januárjától az egyiptomi el-Ahlí trénere volt. 1957 és 1959 között az Egyiptomi labdarúgó-válogatott szövetségi kapitánya volt. Egyiptom rendezte a 2., az 1959-es afrikai nemzetek kupája labdarúgó tornát amit megnyert és ezzel kétszeres tornagyőztes lett.
1959 és 1962 között a Salgótarjáni BTC vezetőedzője volt. 1963-ban a Zalaegerszegi TE edzőjeként dolgozott. 
1964-ben a Szolnoki MTE trénere volt. 1965-től 1967 decemberéig a Kecskeméti Dózsa vezetőedzői posztját töltötte be.
Összesen 113 bajnoki mérkőzésen ült a kispadon az NB I-ben.
1950 augusztusában az MLSZ főtitkára lett. 1951-től 1955-ig az OTSB labdarúgó-osztályának vezetője. 1968-ban az Április 4. Vasas intézőbizottságának elnöke. 1979-től az MLSZ Edzői Tanácsadó Testületének volt a tagja.

## Sikerei, díjai

### Játékosként
- világbajnoki 2.: 1938 - Franciaország
- Magyar bajnok: 1935-36, 1936-37
- Magyar kupagyőztes: 1932
- Az év magyar labdarúgója: 1937

### Edzőként
- Magyar Népköztársasági Sportérdemérem ezüst fokozat (1951)[14]
- Szocialista Munkárt  érdemérem (1953)[15]
- Mesteredző (1961)
- Magyar Népköztársasági Sportérdemérem arany fokozat (1978)[16]

## Statisztika

### Mérkőzései a válogatottban
| Magyarország | Magyarország         | Magyarország                     | Magyarország  | Magyarország | Magyarország  | Magyarország | Magyarország | Magyarország |
| #            | Dátum                | Helyszín                         | Hazai         | Eredmény     | Vendég        | Kiírás       | Gólok        | Esemény      |
| ------------ | -------------------- | -------------------------------- | ------------- | ------------ | ------------- | ------------ | ------------ | ------------ |
| 1.           | 1929. február 24.    | Párizs, Olimpiai stadion         | Franciaország | 3 – 0        | Magyarország  | barátságos   | -            |              |
| 2.           | 1929. május 5.       | Bécs, Hohe Warte                 | Ausztria      | 2 – 2        | Magyarország  | barátságos   | -            |              |
| 3.           | 1929. október 6.     | Budapest, Hungária körúti pálya  | Magyarország  | 2 – 1        | Ausztria      | barátságos   | -            |              |
| 4.           | 1930. május 1.       | Prága                            | Csehszlovákia | 1 – 1        | Magyarország  | barátságos   | -            |              |
| 5.           | 1930. május 11.      | Budapest, Üllői úti pálya        | Magyarország  | 0 – 5        | Olaszország   | Európa-kupa  | -            |              |
| 6.           | 1930. szeptember 21. | Bécs, Hohe Warte                 | Ausztria      | 2 – 3        | Magyarország  | barátságos   | 1            | 30'          |
| 7.           | 1930. szeptember 28. | Drezda, Ostragehege              | Németország   | 5 – 3        | Magyarország  | barátságos   | -            |              |
| 8.           | 1930. október 26.    | Budapest, Hungária körúti pálya  | Magyarország  | 1 – 1        | Csehszlovákia | barátságos   | 1            | 1'           |
| 9.           | 1931. május 3.       | Bécs, Hohe Warte                 | Ausztria      | 0 – 0        | Magyarország  | Európa-kupa  | -            |              |
| 10.          | 1931. december 13.   | Torino, Campo Torino             | Olaszország   | 3 – 2        | Magyarország  | Európa-kupa  | -            |              |
| 11.          | 1932. március 20.    | Prága, Sparta-pálya              | Csehszlovákia | 1 – 3        | Magyarország  | barátságos   | -            |              |
| 12.          | 1932. május 8.       | Budapest, Hungária körúti pálya  | Magyarország  | 1 – 1        | Olaszország   | Európa-kupa  | -            |              |
| 13.          | 1932. június 19.     | Bern                             | Svájc         | 3 – 1        | Magyarország  | Európa-kupa  | -            |              |
| 14.          | 1932. szeptember 18. | Budapest, Üllői úti pálya        | Magyarország  | 2 – 1        | Csehszlovákia | Európa-kupa  | 1            | 81'          |
| 15.          | 1933. január 29.     | Lisszabon                        | Portugália    | 1 – 0        | Magyarország  | barátságos   | -            | 46'          |
| 16.          | 1933. március 5.     | Amszterdam                       | Hollandia     | 1 – 2        | Magyarország  | barátságos   | -            |              |
| 17.          | 1933. április 30.    | Budapest, Üllői úti pálya        | Magyarország  | 1 – 1        | Ausztria      | barátságos   | -            |              |
| 18.          | 1933. július 2.      | Stockholm                        | Svédország    | 5 – 2        | Magyarország  | barátságos   | -            |              |
| 19.          | 1934. január 14.     | Frankfurt                        | Németország   | 3 – 1        | Magyarország  | barátságos   | -            | 13'          |
| 20.          | 1934. október 7.     | Budapest, Hungária körúti pálya  | Magyarország  | 3 – 1        | Ausztria      | barátságos   | -            |              |
| 21.          | 1934. december 9.    | Milánó, San Siro Stadion         | Olaszország   | 4 – 2        | Magyarország  | barátságos   | -            |              |
| 22.          | 1934. december 16.   | Dublin, Dalymount Park           | Írország      | 2 – 4        | Magyarország  | barátságos   | -            |              |
| 23.          | 1935. április 14.    | Zürich                           | Svájc         | 6 – 2        | Magyarország  | Európa-kupa  | -            |              |
| 24.          | 1935. május 12.      | Budapest, Üllői úti pálya        | Magyarország  | 6 – 3        | Ausztria      | barátságos   | 2            | 5' 13' 88′   |
| 25.          | 1935. május 19.      | Párizs                           | Franciaország | 2 – 0        | Magyarország  | barátságos   | -            |              |
| 26.          | 1935. szeptember 22. | Budapest, Hungária körúti pálya  | Magyarország  | 1 – 0        | Csehszlovákia | Európa-kupa  | -            |              |
| 27.          | 1935. október 6.     | Bécs                             | Ausztria      | 4 – 4        | Magyarország  | Európa-kupa  | -            |              |
| 28.          | 1935. november 10.   | Budapest, Üllői úti pálya        | Magyarország  | 6 – 1        | Svájc         | barátságos   | -            |              |
| 29.          | 1935. november 24.   | Milánó                           | Olaszország   | 2 – 2        | Magyarország  | Európa-kupa  | -            |              |
| 30.          | 1936. március 15.    | Budapest, Hungária körúti pálya  | Magyarország  | 3 – 2        | Németország   | barátságos   | 1            | 14'          |
| 31.          | 1936. április 5.     | Bécs, Hohe Warte                 | Ausztria      | 3 – 5        | Magyarország  | barátságos   | -            |              |
| 32.          | 1936. május 31.      | Budapest, Hungária körúti pálya  | Magyarország  | 1 – 2        | Olaszország   | barátságos   | -            |              |
| 33.          | 1936. szeptember 27. | Budapest, Üllői úti pálya        | Magyarország  | 5 – 3        | Ausztria      | Európa-kupa  | 1            | 73'          |
| 34.          | 1936. október 4.     | Bukarest                         | Románia       | 1 – 2        | Magyarország  | barátságos   | -            |              |
| 35.          | 1936. október 18.    | Prága, Sparta-pálya              | Csehszlovákia | 5 – 2        | Magyarország  | Európa-kupa  | 1            | 7'           |
| 36.          | 1936. december 2.    | London                           | Anglia        | 6 – 2        | Magyarország  | barátságos   | -            |              |
| 37.          | 1936. december 6.    | Dublin                           | Írország      | 2 – 3        | Magyarország  | barátságos   | 1            | 37'          |
| 38.          | 1937. április 11.    | Bázel                            | Svájc         | 1 – 5        | Magyarország  | Európa-kupa  | -            |              |
| 39.          | 1937. április 25.    | Torino, Benito Mussolini Stadion | Olaszország   | 2 – 0        | Magyarország  | Európa-kupa  | -            |              |
| 40.          | 1937. május 9.       | Budapest, Hungária körúti pálya  | Magyarország  | 1 – 1        | Jugoszlávia   | barátságos   | -            |              |
| 41.          | 1937. május 23.      | Budapest, Üllői úti pálya        | Magyarország  | 2 – 2        | Ausztria      | barátságos   | -            |              |
| 42.          | 1937. november 14.   | Budapest, Üllői úti pálya        | Magyarország  | 2 – 0        | Svájc         | Európa-kupa  | -            |              |
| 43.          | 1938. január 9.      | Lisszabon                        | Portugália    | 4 – 0        | Magyarország  | barátságos   | -            |              |
| 44.          | 1938. január 16.     | Luxembourg                       | Luxemburg     | 0 – 6        | Magyarország  | barátságos   | -            |              |
| 45.          | 1938. március 25.    | Budapest, Hungária körúti pálya  | Magyarország  | 11 – 1       | Görögország   | vb-selejtező | 2            | 14' 82'      |
| 46.          | 1938. június 16.     | Párizs, Parc des Princes (FRA)   | Magyarország  | 5 – 1        | Svédország    | vb-elődöntő  | 1            | 37'          |
| 47.          | 1938. június 19.     | Párizs, Olimpia stadion (FRA)    | Magyarország  | 2 – 4        | Olaszország   | vb-döntő     | 1            | 8'           |
| 48.          | 1938. december 7.    | Glasgow, Ibrox Park              | Skócia        | 3 – 1        | Magyarország  | barátságos   | -            |              |
|              | Összesen             |                                  |               | 48           | mérkőzés      |              | 13           | gól          |

## Külső hivatkozások
- Titkos Pál. mtkcsalad.hu. (Hozzáférés: 2013. március 23.)
- Titkos Pál. ujbuda.hu. [2012. április 15-i dátummal az Titkos Pál emléktábláját avatták eredetiből archiválva]. (Hozzáférés: 2013. március 23.)
- Titkos Pál. eu-football.info. (Hozzáférés: 2013. március 23.)